# Meinrad-Lienert-Brunnen

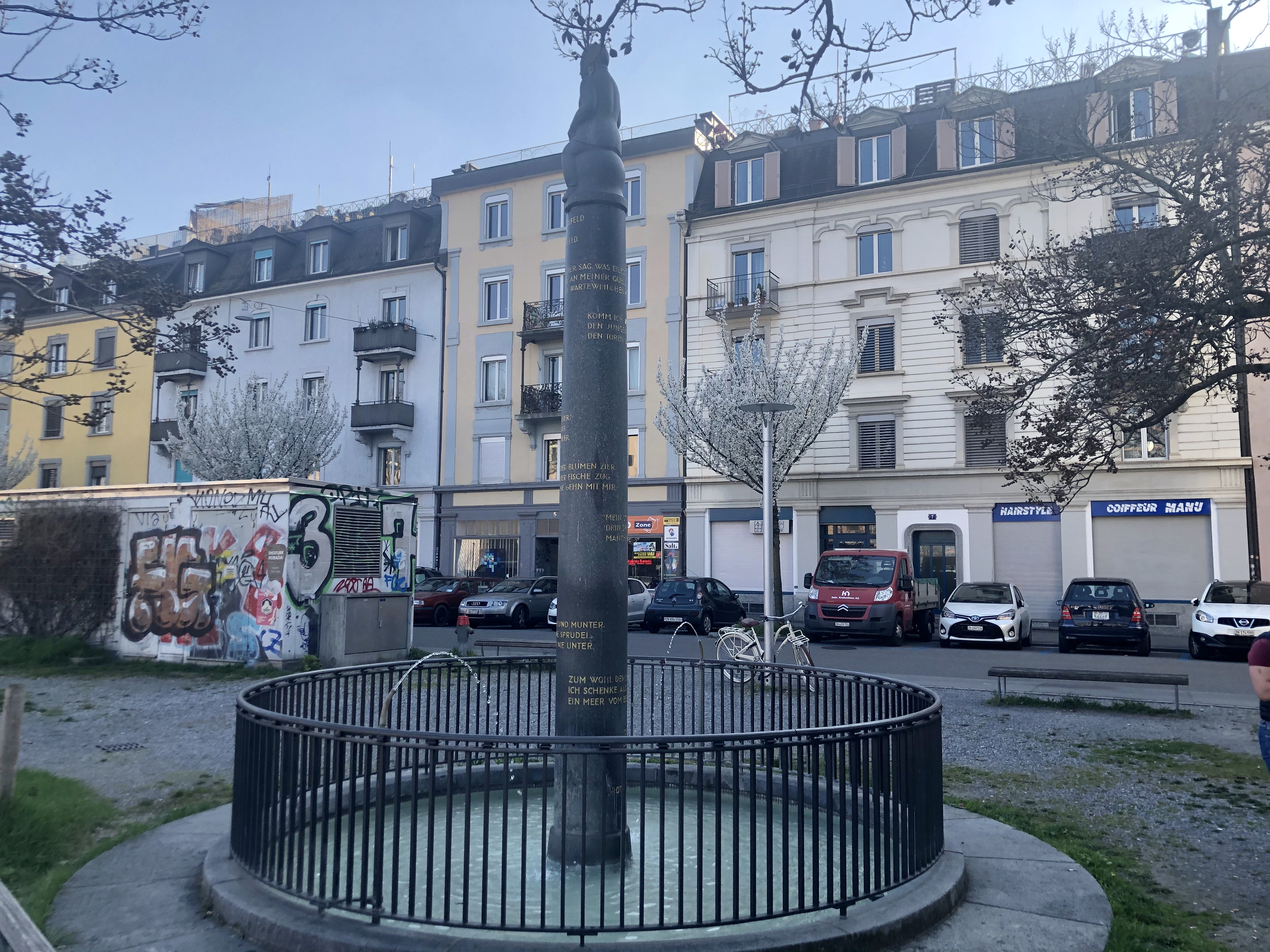
Der Meinrad-Lienert-Brunnen

Der Meinrad-Lienert-Brunnen (offizieller Name: Der Erzähler) an der Ecke Seebahn- und Meinrad-Lienert-Strasse in Zürich erinnert an den Schriftsteller Meinrad Lienert. Er ist im Brunnenguide der Stadt Zürich unter der Nummer 197 zu finden. 

## Geschichte und Beschreibung
Der Brunnen wurde im Rahmen eines Brunnenbauprogramms 1931 geschaffen: Mit individuell gestalteten Trinkbrunnen sollte die Stadt Zürich verschönert werden. Der Bildhauer Otto Münch gestaltete den Brunnen aus Granit. Es besteht aus einer 1,05 Meter hohen und mit einem Mantel bekleideten Figur eines Erzählers, die auf einer 3,7 Meter hohen, dunklen Säule sitzt, auf der, golden hervorgehoben, Sinnsprüche von Meinrad Lienert zu lesen sind. Die Säule steht inmitten des flachen, runden Brunnenbeckens, das mit einem Staketengeländer eingefasst ist.
Nachdem der Brunnen mehrere Jahre lang wegen Bauarbeiten abgebaut gewesen war, wurde im Jahr 2000 seine erneute Aufstellung gefeiert. Allerdings wurde der Brunnen gegenüber seinem einstigen Standort etwas nach hinten versetzt.